# Phantom Siita
Pour les articles homonymes, voir Phantom.
Phantom Siita (ファントムシータ) est un groupe d'idoles japonaises formé en 2024. Le groupe est produit par Ado.

## Histoire
Le groupe Phantom Siita est un groupe d'idoles japonaises au concept "retro horreur" qui a été formé le 25 juin 2024. Le nom du groupe est une combinaison du mot « Phantom », qui désigne des illusions et des fantômes, et « Siita », qui est une combinaison du nom scientifique du papillon Parantica sita, et du nom scientifique du papillon de nuit Epicopeia hainesii. Le nom officiel du fandom est Haine, tiré du nom scientifique du papillon de nuit Epicopeia hainesii.
Le groupe a sorti son premier single numérique « Otomodachi » le 26 juin. De juillet à octobre, elles ont joué en première partie de la tournée « Mona Lisa's Profile » d'Ado. Leur deuxième single numérique, « Just Wanna XXXX with You », est sorti le 31 juillet. Le 28 août, elles sortent leur troisième single numérique, « Devilish Girl ». Leur quatrième single numérique, « Hanabami », est sorti le 27 septembre. Le 10 octobre, elles ont sorti leur cinquième single numérique « Conflicting » et leur sixième single numérique « Zoku Zoku » le 25 octobre Leur premier album, Girlhood Memories, est sorti le 30 octobre. Le 1er novembre, elles ont donné leur premier concert au Nippon Budokan. De janvier à février 2025, elles entament leur première tournée mondiale. En avril 2025, le groupe signe avec le label Virgin Music d'Universal Music Japan et sort le single numérique Love, Hate le 9 mai.
En mai 2025, le groupe annonce officiellement le départ de la membre Hisui dès la fin du mois pour des raisons de santé. Le groupe continuera ses activité en tant que groupe de quatre membres.

## Membres
| Nom          | Couleur du membre | Date de naissance |
| ------------ | ----------------- | ----------------- |
| Miu (美雨)   | Blanc             | 17 novembre 2004  |
| Moka (百花)  | Bleu clair        | 20 octobre 2006   |
| Rinka (凛花) | Violet            | 9 mai 2007        |
| Mona (もな)  | Rose              | 17 septembre 2007 |

Ancienne membre : Hisui (Vert)

## Discography

### Albums
| Album studio                           |                                                                  |                                                 |
| -------------------------------------- | ---------------------------------------------------------------- | ----------------------------------------------- |
| Album studio                           | Girlhood Memories (少女の日の思い出, Shōjo no Hi no Omoide)      | - Sortie : 30 octobre 2024 - Label : Cloud Nine |
| Single                                 |                                                                  |                                                 |
| Love, Hate (すき、きらい, Suki, Kirai) | - Sortie : 09 juillet 2025 - Label : Cloud Nine, UNIVERSAL MUSIC |                                                 |

### Singles
| Titre                                                                       | Date de sortie    | Album             |
| --------------------------------------------------------------------------- | ----------------- | ----------------- |
| "Otomodachi" (おともだち)                                                   | 26 juin 2024      | Girlhood Memories |
| "Just Wanna XXXX with You" (キミと××××したいだけ, Kimi to XXXX Shitai dake) | 31 juillet 2024   | Girlhood Memories |
| "Devilish Girl" (魔性少女, Mashō Shōjo)                                     | 28 août 2024      | Girlhood Memories |
| "Hanabami" (花喰み)                                                         | 27 septembre 2024 | Girlhood Memories |
| "Conflicting" (乙女心中, Otome Shinju)                                      | 10 octobre 2024   | Girlhood Memories |
| "Zoku Zoku" (ゾクゾク)                                                      | 25 octobre 2024   | Girlhood Memories |
| "Love, Hate" (すき、きらい, Suki, Kirai)                                    | 9 mai 2025        |                   |